# ワルシャワ連盟協約

ワルシャワ連盟協約の原本

ワルシャワ連盟協約 （ワルシャワれんめいきょうやく、ポーランド語:Konfederacja warszawska）は、1573年1月28日にポーランド・リトアニア共和国の議会（セイム）で調印された、ヨーロッパ初のあらゆる宗教的自由を認めた法令である。この協約はポーランド史およびリトアニア史において貴族に公式に信教の自由を与えたものとして画期的なものである。 宗教に基づくすべての紛争を禁ずるものではなかったものの、宗教改革が吹き荒れユグノー戦争や三十年戦争のような宗教戦争に明け暮れた当時のヨーロッパにおいて、ポーランドとリトアニアははるかに平和がよく保たれた領域となった。

## 歴史
ポーランドにおける宗教的寛容は、1265年にユダヤ教徒の権利を認めたカリシュの法令やコンスタンツ公会議での非カトリック・非キリスト教国擁護に見られるような長い伝統の中にあるもので、16世紀前半のジグムント2世の時代にはデ・ファクトとなっていた。ワルシャワ連盟協約は、こうした以前からの慣習を公式に成文化したものと言える。そのため、これが結ばれた1573年をポーランドの宗教的寛容の始まりとも頂点とも捉えることができる。
ジグムント2世の死によりヤギェウォ朝が断絶すると、ポーランドとリトアニアの貴族（シュラフタ）は共和国の分裂を防ぎ体制を維持するためにワルシャワに集結した。ワルシャワ連盟協約の締結は、まずそれ自体が両国の強力な連合体の存続を内外に示すものであった。
まず国内に存在するあらゆる宗教の代表が相互に支援し、寛容を守る誓約を行い、1573年1月に貴族がその誓約書にサインした。国内の結束が求められる選挙王制の導入に当たり、この協約は多民族（ポーランド人、リトアニア人、ルテニア人、ドイツ人、ユダヤ人）・多宗教（カトリック、プロテスタント、正教、ユダヤ教、イスラーム教）国家である共和国の安定を保つのに大きく寄与し、スタニスワフ・ホジュシュいわく「異端どもの隠れ家」となった。
この法令は政府が作成したものでも戦争の結果成立したものでもなく、ポーランドとリトアニアの社会の求めに応じて人々が作り上げたものだった。多様な信仰を持つ貴族たちは、1572年にフランスで起きたサン・バルテルミの虐殺を見て、国王が立ってからではこのような寛容な法令を出すことが不可能になると考え、早期の協約成立を実現した。
協約成立の中心人物はミコワイ・シェニツキ（履行運動の指導者）、ヤン・フィルレイ、ヤン・ザボロウスキだった。彼らの上げた成果は、ローマ・カトリックの多くの高位層から批判された。
カトリックの聖職者でワルシャワ連盟協約に署名したのはクラコフ司教フランチシェク・クラシンスキのみであった。17世紀前半の歴史家シモン・スタヴォールスキは、クラシンスキが剣で脅されて署名したのだと主張している。後に出された様々な法令についても、聖職者たちは「連盟協約の文章抜き」という条件で署名している。1587年のセイムで連盟協約を認めたヴァブシェニッツ・ゴスリツキは教皇に破門された。
後にワルシャワ連盟協約の条文はヘンリク条項に加えられ、同じく1573年に制定されたパクタ・コンヴェンタと共に、共和国の憲法に相当する永続法の一部となった。

## 意義
16世紀後半のポーランドは、東はロシア正教のモスクワ大公国、南はイスラームのオスマン帝国と対峙し、北方及び西方ではカトリックとプロテスタントが激しく対立して宗教改革および対抗宗教改革が吹き荒れていた。そんな中で宗教的寛容を成文法化したポーランドは文字通り四方から宗教難民を受け入れた。
この協約における信教の自由が貴族層にのみ許されているのか、それとも農民などあらゆる階級に適用されたのかについては議論が続いているが、多くの歴史学者は後者の立場を取っている。
歴史学者のノーマン・デイヴィスは「1573年1月28日のワルシャワ連盟が宣言した言葉とその内容は、ヨーロッパ中あらゆる国と比べてまさに並外れたものだった。そうして彼らは、200年以上にわたる共和国における信仰のあり方を形作ったのだ。」と評価している。
ワルシャワ連盟協約の原本は2003年にユネスコの世界の記憶に登録された。

### ソース
- PWN Encyclopedia entry (in Polish)
- UNESCO:The General Confederation of Warsaw